# رماد الحب
رماد الحب هو مسلسل صيني من بطولة يانغ زي ودينغ لون. عرض المسلسل في 2 أغسطس 2018  وحقق مشاهدات وصلت ل15 مليار مشاهدة بحلول يناير 2019.

## روابط خارجية
رماد الحب على موقع IMDb (الإنجليزية)
- رماد الحب على موقع نتفليكس (الإنجليزية)
- رماد الحب على موقع كينوبويسك (الروسية)
- رماد الحب على موقع قاعدة بيانات الفيلم (الإنجليزية)